# Connor Newton
Pour les articles homonymes, voir Newton.
Conor Newton, né le 17 octobre 1991 à Whickham, est un footballeur anglais semi-professionnel et ancien professionnel qui évolue au poste de milieu de terrain ou arrière droit à South Shields.

## Carrière en club

### Newcastle United
Newton rejoint Newcastle United en tant que jeune joueur à l'âge de neuf ans et fait ses débuts en équipe réserve en 2008 contre Blackburn. Après neuf mois d'absence à cause d'une blessure au genou, il cherche à être prêté pour acquérir de l'expérience en équipe première. En janvier 2013, il rejoint l'équipe écossaise de St Mirren en prêt.
Après sa période de prêt à St.Mirren, Newton et Dummett ont tous deux signé une prolongation d'un an.

### St Mirren (prêt)
Après un entraînement avec le club le 1er janvier 2013, il rejoint St Mirren en prêt jusqu'à la fin de la saison.
À St Mirren, il joue avec son coéquipier de Newcastle Paul Dummett et reçoit le numéro 24. Il est sur le banc lors de son premier match, qui se solde par un match nul 1–1 contre Kilmarnock. Newton fait ses débuts le 19 janvier lors d'une défaite 4-1 à domicile contre Ross County.
Le premier but de Newton pour le club survient lors de la finale de Coupe de la Ligue écossaise contre Hearts le 17 mars 2013, et il remporte son premier titre après la victoire 3-2 de St Mirren. Après le match, Newton dit que jouer la finale de la coupe est un honneur. De plus, Newton dit ce qu'il pense du but :

« Je l'ai revécu plusieurs fois dans mon esprit. Avec le recul, je pense vraiment que j'aurais pu jouer différemment. Dans le feu de l'action, on ne réfléchit pas vraiment, mais quand on prend du recul et qu'on regarde les choses en face, on les voit différemment. En le revoyant, je me dis que j'aurais probablement dû contrôler le ballon et essayer de tromper le gardien. Mais quand le ballon est arrivé sur moi, je me suis dit que j'allais le frapper et, heureusement, il est allé au fond des filets. Quand je suis revenu à Newcastle la semaine dernière, beaucoup de mes amis avaient l'action sur leur téléphone et me la montraient encore et encore. J'ai eu la chance d'être servi en un contre un et que le ballon entre dans les filets après que je l'ai frappé. Cela signifie beaucoup de choses de marquer le but qui s'est avéré être le vainqueur. »

Une semaine plus tard, le 6 avril 2013, Newton marque son premier but en championnat, lors d'un match nul 2-2 contre Motherwell, qui était le dernier match avant sa scission. Son deuxième but survient lors du dernier match de la saison et il fournit une passe décisive à John McGinn, qui marque le premier but du match, alors que St Mirren gagne 3-1 contre Kilmarnock,.
Au cours de la saison 2013-2014, Newton retourne à St Mirren en prêt. Après avoir fait douze apparitions, Newton marque son premier but lors de la phase retour lors d'une victoire 2-1 contre Ross County, suivi d'un deuxième, lors d'une victoire 3-0 contre Partick Thistle,. En janvier, la période de prêt de Newton est prolongée jusqu'à la fin de la saison, ce qui en fait sa première saison complète à St Mirren.
Newton est un titulaire régulier avec 41 apparitions au cours de la saison. Le milieu de terrain marque cinq buts, marquant lors de son dernier match contre Hearts le 10 mai 2014 avant la fin de sa période de prêt.

### Rotherham United
À la fin de la saison 2013-2014, Newcastle United ne propose pas de nouveau contrat à Newton et il rejoint Rotherham United pour un contrat de deux ans.

### Cambridge United
Le 16 juillet 2015, il signe un contrat de deux ans avec Cambridge United et est autorisé à partir après l'expiration de son contrat.

### Hartlepool United
Newton revient dans le Nord-Est de l'Angleterre en signant pour le club National League d'Hartlepool United en juillet 2017. Newton marque son premier but pour Pools en novembre 2017 lors d'une victoire 4-0 contre le FC Halifax Town. Newton dispute 27 matchs de championnat lors de sa première saison avec le club. À la fin de la saison 2017-2018, Newton est transféré par le club avec six autres joueurs. Newton est libéré par Hartlepool à la fin de la saison 2018-2019.

### Passage en semi-professionnel
En juin 2019, après la libération de Newton par Hartlepool, il rejoint l'équipe de Whickham en Northern League Division One pour un contrat de deux ans.

### South Shields
En août 2022, à la suite d'un essai réussi au club de South Shields en Northern Premier League, Newton signe un contrat avant la saison 2022-2023 jusqu'en janvier 2023. Lors de sa signature pour Shields, Newton déclare : « J'ai été absent du football à plein temps pendant longtemps, mais j'ai eu l'opportunité de venir m'entraîner avec les gars et il est difficile de ne pas profiter des installations ici ». Il fait ses débuts pour Shields le 13 août 2022 lors d'une victoire 2-0 contre Stalybridge Celtic. Le 13 décembre 2022, il est annoncé que Newton ne serait pas disponible pour des raisons personnelles. Il revient dans l'équipe en avril 2023.

## Vie privée
Newton a grandi à Whickham, en Angleterre  où il a fréquenté la Whickham Comprehensive School, jusqu'en 2008.

## Statistiques de carrière
Au 29 décembre 2018
| Club              | Saison            | Championnat             | Championnat | Championnat | FA Cup | FA Cup | League Cup | League Cup | Autre | Autre | Total | Total |
| Club              | Saison            | Division                | Apps        | Buts        | Apps   | Buts   | Apps       | Buts       | Apps  | Buts  | Apps  | Buts  |
| ----------------- | ----------------- | ----------------------- | ----------- | ----------- | ------ | ------ | ---------- | ---------- | ----- | ----- | ----- | ----- |
| Newcastle United  | 2012–13           | Premier League          | 0           | 0           | 0      | 0      | 0          | 0          | 0     | 0     | 0     | 0     |
| Newcastle United  | 2013–14           | Premier League          | 0           | 0           | 0      | 0      | 0          | 0          | 0     | 0     | 0     | 0     |
| St Mirren (prêt)  | 2012–13           | Scottish Premier League | 16          | 3           | 2      | 0      | 1          | 0          | 0     | 0     | 19    | 3     |
| St Mirren (prêt)  | 2013–14           | Scottish Premier League | 37          | 4           | 3      | 1      | 1          | 0          | 0     | 0     | 41    | 5     |
| St Mirren (prêt)  | Total             | Total                   | 53          | 7           | 5      | 1      | 2          | 0          | 0     | 0     | 60    | 8     |
| Rotherham United  | 2014–15           | Championship            | 13          | 0           | 0      | 0      | 1          | 0          | 0     | 0     | 14    | 0     |
| Cambridge United  | 2015–16           | League Two              | 22          | 0           | 2      | 0      | 1          | 0          | 1     | 0     | 26    | 0     |
| Cambridge United  | 2016–17           | League Two              | 27          | 1           | 1      | 0      | 2          | 0          | 2     | 0     | 32    | 1     |
| Cambridge United  | Total             | Total                   | 49          | 1           | 3      | 0      | 3          | 0          | 3     | 0     | 58    | 1     |
| Hartlepool United | 2017–18           | National League         | 27          | 3           | 0      | 0      | 0          | 0          | 1     | 0     | 28    | 3     |
| Hartlepool United | 2018–19           | National League         | 13          | 0           | 2      | 0      | 0          | 0          | 0     | 0     | 15    | 0     |
| Hartlepool United | Total             | Total                   | 40          | 3           | 2      | 0      | 0          | 0          | 1     | 0     | 43    | 3     |
| Total en carrière | Total en carrière | Total en carrière       | 155         | 11          | 10     | 1      | 6          | 0          | 4     | 0     | 175   | 12    |

## Palmarès
Saint Mirren
- Coupe de la Ligue écossaise : 2012–13[31]

South Shields
- Northern Premier League : 2022–23[32]